# Polystichum craspedosorum
Polystichum craspedosorum là một loài thực vật có mạch trong họ Dryopteridaceae. Loài này được (Maxim.) Diels miêu tả khoa học đầu tiên năm 1899.